# Scopula fluidaria
Scopula fluidaria là một loài bướm đêm trong họ Geometridae.